# Fuerza Aérea de Chile
La Fuerza Aérea de Chile (FACh) es la rama aérea de las Fuerzas Armadas de Chile. Cuenta actualmente con al menos 12 000 efectivos. Su actual comandante en jefe es el general del aire Hugo Rodríguez González. Su labor es defender, mantener y garantizar, la seguridad y la soberanía nacional sobre el espacio aéreo de la República de Chile.

## Misión
«Defender a la República de Chile por medio del control y uso en beneficio propio del espacio aéreo, participar en la batalla de superficie, apoyar fuerzas propias y amigas, con el propósito de contribuir al logro de los objetivos estratégicos que la Política de Defensa le fija a las Fuerzas Armadas».

## Historia

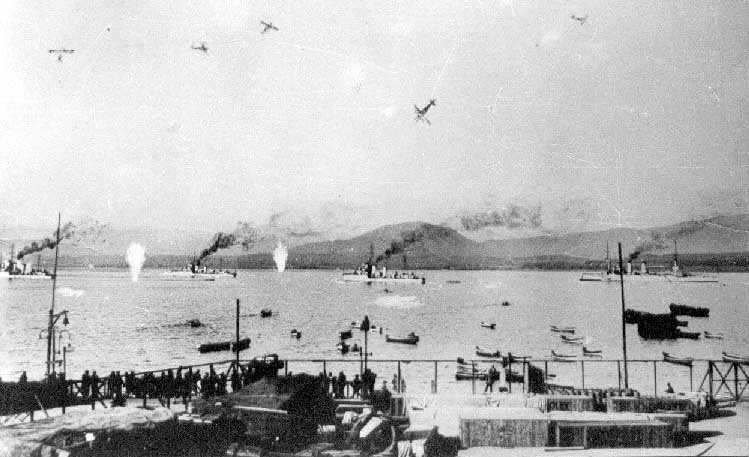
El bombardeo de la escuadra fondeada en Coquimbo, en 1931. Foto trucada por la prensa de la época.

Fue creada bajo el nombre de Fuerza Aérea Nacional (FAN) por el Decreto Supremo N.º 1167, del 21 de marzo de 1930, que en su artículo 1° señala "Fusiónanse los Servicios de Aviación dependientes de los Ministerios de Guerra y Marina"; en su artículo 2° "Creáse una Subsecretaría de Aviación"; y en su artículo 5°: "La Fuerza Aérea constituirá unidades de aviación militar y naval".
El Comodoro Arturo Merino Benítez, se hizo cargo de la Escuela de Aviación Militar en 1928. Merino se convirtió en el primer Comandante en Jefe de la Fuerza Aérea 
(1930 -1931 y 1932) y primer Subsecretario de Aviación. El Comodoro Merino Benítez se preocupó de organizar diversos aeródromos a lo largo de Chile, particularmente hacia el norte del país para servir las necesidades de la aviación civil y de la propia Fuerza Aérea.
En su desarrollo histórico se marcan dos grandes etapas: la influencia alemana, desde 1930 a 1940 aproximadamente y la estadounidense desde la Segunda Guerra Mundial hasta fines de la segunda mitad del siglo XX.
Hoy en día, la influencia alemana sólo se ve reflejada en el uso de algunos uniformes, espadas y marchas utilizadas en desfiles y ceremonias. La influencia estadounidense ha sido de mayor importancia para la formación de los aviadores chilenos. Ella es notoria en diversos ámbitos, tácticas, entrenamiento, aspectos organizativos y otros.
La Fuerza Aérea sólo ha participado, a lo largo de su historia, en dos acciones bélicas. Concretamente, en dos bombardeos relacionados con situaciones políticas internas del país.
El primer bombardeo, ocurrido en 1931, fue un ataque contra la escuadra chilena estacionada en el puerto de Coquimbo. Las naves de la Armada se encontraban bajo el control de la marinería sublevada, que reclamaba por la rebaja de sueldos y la grave situación económica del país. El gobierno concentró casi todos sus aviones en la vecina ciudad de Ovalle: 2 bombarderos pesados Junkers R-42, 14 bombarderos livianos Curtiss Falcon y Vickers Type 116 Vixen, 2 aviones de ataque Vickers-Wibault Type 121 y 2 transportes Ford 5-AT-C, estos últimos alistados como improvisados bombarderos. Anteriormente el gobierno había comisionado a la FAN la misión de impedir que se reuniera la flotilla que operaba en las costas del sur (que no contaba con artillería antiaérea), con el grueso de la escuadra. La FAN no ubicó a sus blancos en el mar, por lo que se puso en duda su efectividad. Aun así, se le ordenó atacar a la escuadra en su fondeadero, lo que realizó el 6 de septiembre a las 17.00, con la intención de concentrar sus bombas sobre el acorazado Latorre. El resultado material del bombardeo fue únicamente un impacto en el submarino Quidora, que dejó un muerto y un herido. Cinco aviones fueron alcanzados por fuegos de la escuadra, pero pudieron volver a su base, mientras que un Curtiss Falcon fue seriamente alcanzado, capotando en La Serena. Sus dos tripulantes salvaron con vida.
La segunda acción ocurrió durante el golpe de Estado del 11 de septiembre de 1973, en contra del presidente Salvador Allende. Desde el Aeropuerto Carriel Sur de la ciudad de Talcahuano -500 km al sur de Santiago- despegaron cuatro cazas Hawker Hunter, armados cada uno con 32 cohetes Sura. El objetivo principal fue el bombardeo del palacio presidencial de La Moneda, donde se encontraban el presidente, los ministros, civiles y un grupo de resistencia. El edificio fue atacado con precisión por dos de los aviones y comenzó a arder. El vuelo se completó con incursiones en contra de seis antenas de radio, propiedad de emisoras partidarias del gobierno, y un ataque a la residencia presidencial en calle Tomás Moro, en la comuna de Las Condes, acción durante la cual se bombardea erróneamente el Hospital Institucional de la propia Fuerza Aérea, al ser alcanzado el segundo piso del edificio con un saldo de 14 personas heridas y cuantiosos daños materiales.
Desde 1973 a 1990, la FACh desarrolló tecnología propia para autoabastecerse, lo que trae como resultado la fabricación de aviones de entrenamiento, tales como los T-35 Pillán.

### Operación Atlante

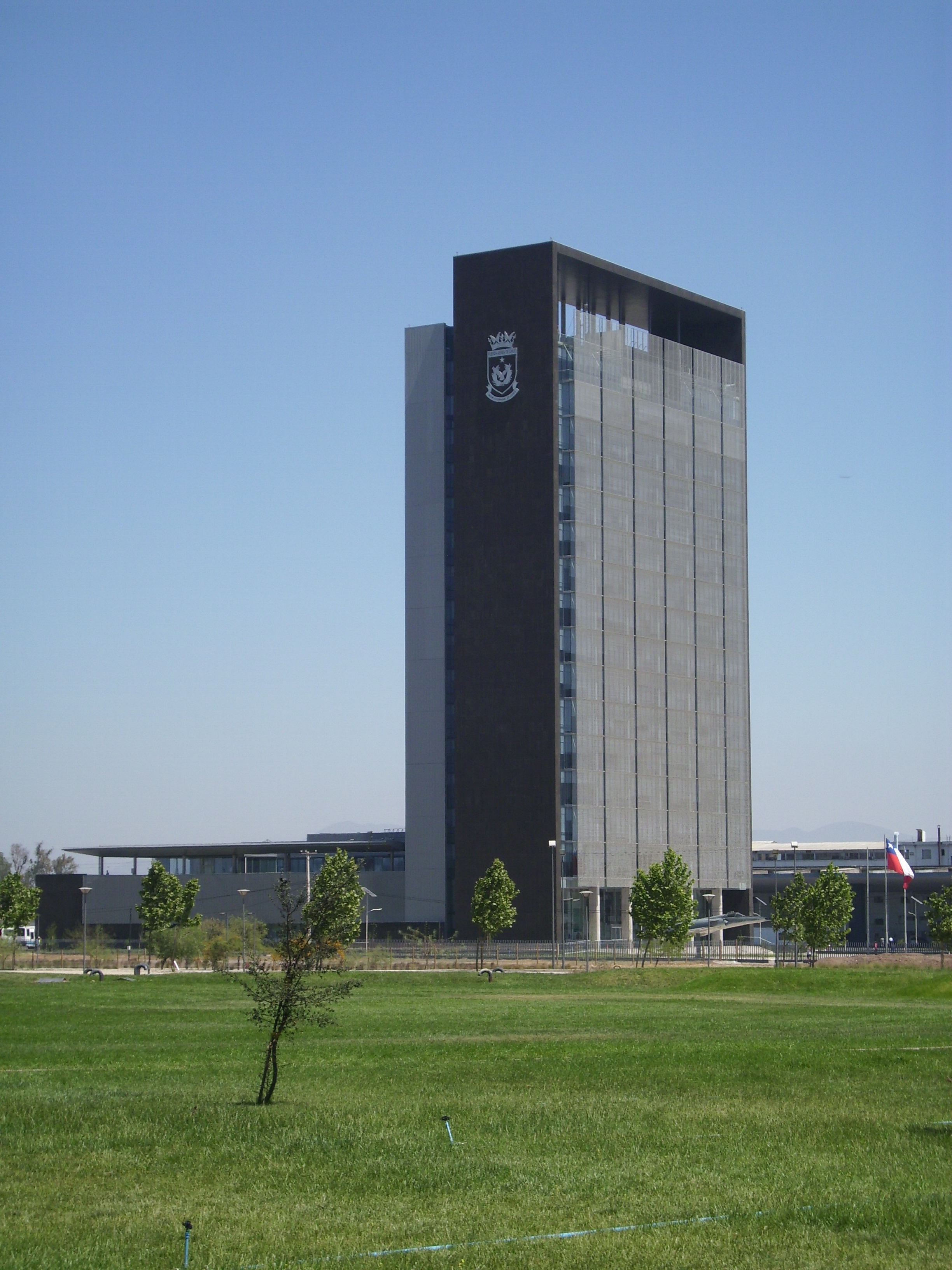
El edificio Comodoro Arturo Merino Benítez, diseñado por la División de Infraestructura del Comando Logístico de la Fuerza Aérea, fue construido dentro de la Ciudad Parque Bicentenario, en la comuna de Cerrillos, con características de sustentabilidad.

Realizada en 1974, fue una operación de traslado de seis cazas Hawker Hunter (en dos escuadrillas), desde el Reino Unido a Chile por sus propios medios, esta fue la primera vez que un avión monomotor a reacción, sin capacidad de reabastecimiento en vuelo, cruzó el Atlántico. La distancia que se cubrió en vuelo fue de 13 577 km en once etapas, siendo la mayor de ellas la que separa la pequeña isla de Ascensión, en mitad del Atlántico, de Recife en Brasil (1985 km). La llegada a esta isla se produjo de noche y en aviones que no tienen luces para tales efectos, por lo que los pilotos demostraron su destreza y permitieron que los 500 habitantes de la isla vieran posarse, por primera vez, un reactor monomotor.

### Estrella Polar
La Operación “Estrella Polar”, llevada a efecto en noviembre de 1984, tenía como objetivo principal efectuar el primer vuelo de la Fuerza Aérea de Chile con aterrizaje en el Polo Sur, el que debería realizarse con medios propios y apoyo logístico institucional.
En esos años, la política del Gobierno consideraba aumentar el grado de penetración en todo el continente antártico. Por esto, durante 1984 la institución trabajó con mucho esfuerzo para alcanzar las metas fijadas y aumentar las capacidades que permitieran evidenciar la presencia de la Fuerza Aérea en las tareas de soberanía y desarrollo de la Antártica Chilena.
El punto culminante se produjo con esta misión, en la que dos aviones Twin Otter llegaron al Polo Sur. Para concretar el ambicioso proyecto, la institución se preparó, desde el punto de vista operativo, instalando en los aviones sensores para trabajos en la nieve y efectuando un mantenimiento especial y completo a los aviones Twin Otter designados a volar hacia el Polo Sur. Además se entrenaron las tripulaciones y se adquirió y perfeccionó el equipo terrestre, especialmente de comunicaciones, radioayudas y meteorológico. Junto con esto, se efectuaron prácticas de navegación estelar en rutas polares, una de las más difíciles, por la cercanía del Polo magnético.
El éxito de la operación “Estrella Polar” colocó al país en un honroso sitial de vanguardia ante la opinión pública mundial.

### Hielo Azul
Desde los años 90, la Fuerza Aérea de Chile ha tenido como objetivo el estar presente en cada rincón del territorio chileno. Es así como, con la idea de profundizar el conocimiento en la zona de Campos de Hielo Sur y Norte, establecer un campamento, operar y hacer soberanía, se materializó la Operación Hielo Azul.
Para esto, comandos del Regimiento de Artillería Antiaérea y Fuerzas Especiales prepararon el terreno y habilitaron el campamento y el 11 de enero de 1996, en Campos de Hielo Sur aterrizaban los Twin Otter de la FACh. Durante 10 días, personal institucional realizó una serie de trabajos científicos, así como vuelos sobre el sector, afianzando la presencia chilena en ese sector. Nueve meses más tarde se efectuó la Operación “Hielo Azul II”, con las mismas características de la anterior.
El logro de estas operaciones llevó a la realización en octubre de 1997 de una tercera misión, denominada “Hielo Azul III”. En ella, junto al personal institucional, viajó un grupo de científicos y periodistas, quienes vivieron en terreno el trabajo de la FACh en la zona. Durante cuatro días permanecieron en Campos de Hielo Sur, tiempo durante el cual fueron sobrevolados por aviones de combate de la IV Brigada Aérea.
Un año más tarde, en septiembre de 1998, se efectuó la operación “Hielo Azul IV”, la que, a diferencia de las anteriores, consideró actividades científicas y de soberanía simultáneas en la zona de Campos de Hielo Sur y Norte. Esta vez más de 200 personas, además de los científicos y periodistas, permanecieron en la zona durante cuatro días.
La realización de las operaciones Hielo Azul, no solo permitió dar a conocer este territorio prácticamente inexplorado, entrenando y profundizando la investigación científica sino que además fue clave para consolidar la integración cívico-militar.

### Manu Tama'I

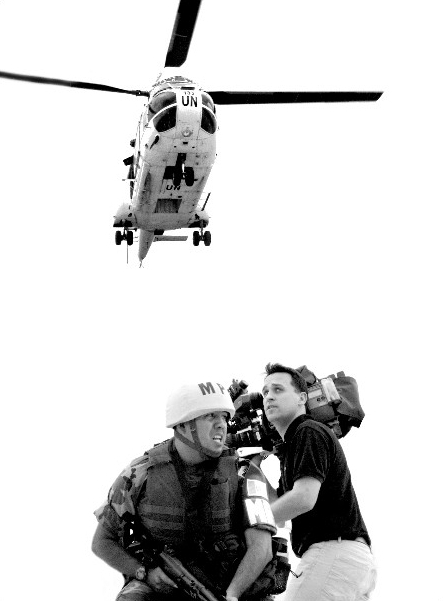
Aeronave del Pelotón de Helicópteros Conjunto operando en MINUSTAH (SA-330 PUMA ECH).

La operación «Manu Tama'I» (el primer vuelo de aviones de combate a Isla de Pascua) se ha convertido en una de las más importantes realizadas por la FACh debido a lo inédito de la operación y a la preparación que requirió para sus participantes.
Durante un año se estudió la factibilidad de llevar a cabo esta iniciativa que permitiría a la FACh llegar en el menor tiempo posible a lugares muy distantes a través de una nueva capacidad incorporada en los aviones F-5 “Tigre III”, el reabastecimiento en vuelo. El 12 de enero de 1998 se concretó esta idea. Una bandada de estos aviones de combate, reabastecidos en el aire a través de un Boeing KB 707 «Águila», volaron por primera vez hacia Rapa Nui (Isla de Pascua) desde Antofagasta, cubriendo una distancia de aproximadamente 4000 kilómetros en cerca de cinco horas y media.
En términos generales, el reabastecimiento es un procedimiento que consiste en que dos mangueras de unos 15 metros de largo se extienden desde cada una de las puntas de las alas del avión tanquero. Dichas mangas tienen en sus extremos dos «canastos» los que actúan como embudos. De esta forma, a una velocidad de aproximadamente 800 km/h, los F-5 se acercaron a estos canastillos e introdujeron en ellos una toma de combustible que sobresale del fuselaje, a un costado de la cabina[cita requerida].

### Misiones de Paz
| Misión                                                                     | Acrónimo | País/es              |
| -------------------------------------------------------------------------- | -------- | -------------------- |
| Misión de las Naciones Unidas en Bosnia y Herzegovina                      | UNMIBH   | Bosnia y Herzegovina |
| Administración de Transición de las Naciones Unidas para Timor Oriental    | UNTAET   | Timor Oriental       |
| Misión de Administración Provisional de las Naciones Unidas en Kosovo      | UNMIK    | Kosovo               |
| Misión de Observación de las Naciones Unidas para Irak y Kuwait            | UNIKOM   | Kuwait               |
| Comisión especial de las Naciones Unidas                                   | UNSCOM   | Irak                 |
| Misión de Estabilización de las Naciones Unidas en Haití                   | MINUSTAH | Haití                |
| Grupo de Observadores Militares de las Naciones Unidas en India y Pakistán | UNMOGIP  | India y Pakistán     |

## Actividades

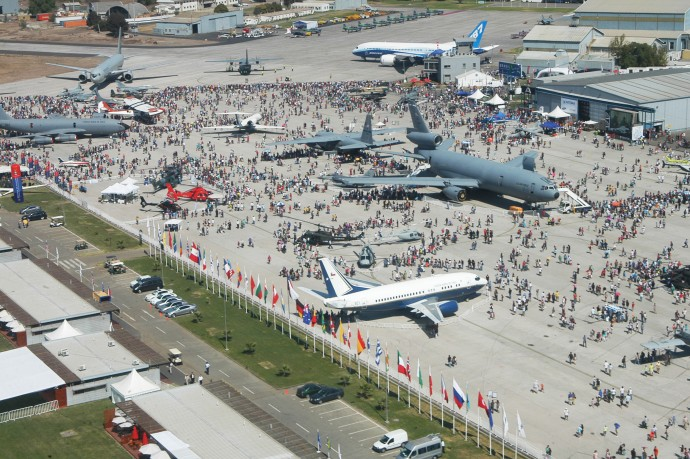
Feria Internacional del Aire y del Espacio en aeropuerto de Santiago.

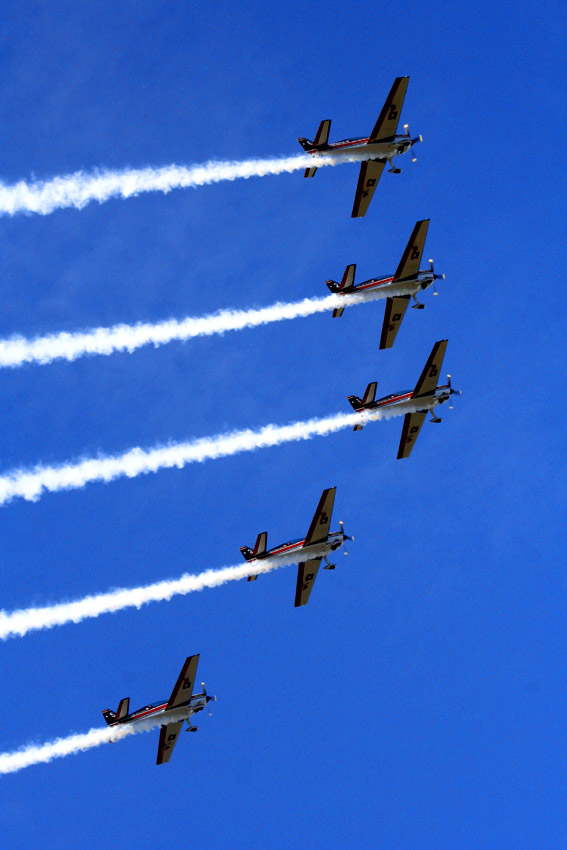
Aviones Extra 300L de la Escuadrilla de Alta Acrobacia Halcones.

La Fuerza Aérea de Chile ha desarrollado desde su creación actividades de apoyo a la comunidad y de integración del territorio nacional. Por ejemplo, es una de las primeras ramas de la defensa nacional en establecer bases en el Territorio Chileno Antártico (Base Presidente Gabriel González Videla, 1952 y Base Presidente Pedro Aguirre Cerda, 1955). Asimismo, es memorable el desempeño de FACh en las catástrofes naturales que son recurrentes en la larga geografía chilena. Un ejemplo de lo anterior es el puente aéreo que tendió la FACh con motivo del terremoto de 1960. Por otra parte, la fuerza aérea chilena ha sido pionera en abrir nuevas rutas aéreas sobre el Pacífico sur. En este ámbito destaca el vuelo llevado a cabo por Roberto Parragué y su tripulación uniendo el Aeropuerto La Florida de La Serena e Isla de Pascua en 1951. Durante los gobiernos del presidente Ricardo Lagos y de la presidenta Michelle Bachelet, la FACh ha participado con su personal y material de vuelo, en misiones de paz de la ONU, como la de Haití.
La rama aérea de la defensa nacional chilena desarrolla diversas actividades de difusión, por ejemplo, son frecuentes en los cielos de Chile las presentaciones de su actual Escuadrilla de Alta Acrobacia «Halcones» y su escuadrilla de paracaidismo «Boinas Azules».
Otros organismos y actividades:
- FIDAE
- DGAC
- ENAER
- SAF
- SAR
- Sistema Nacional Satelital (SNS)
- SEFAA

## Material

### Aeronaves
Cazas de Combate

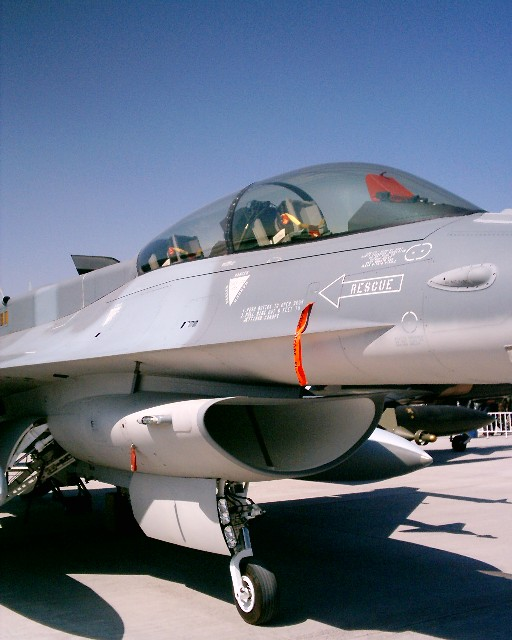
F-16 Block 50+ en exhibición.

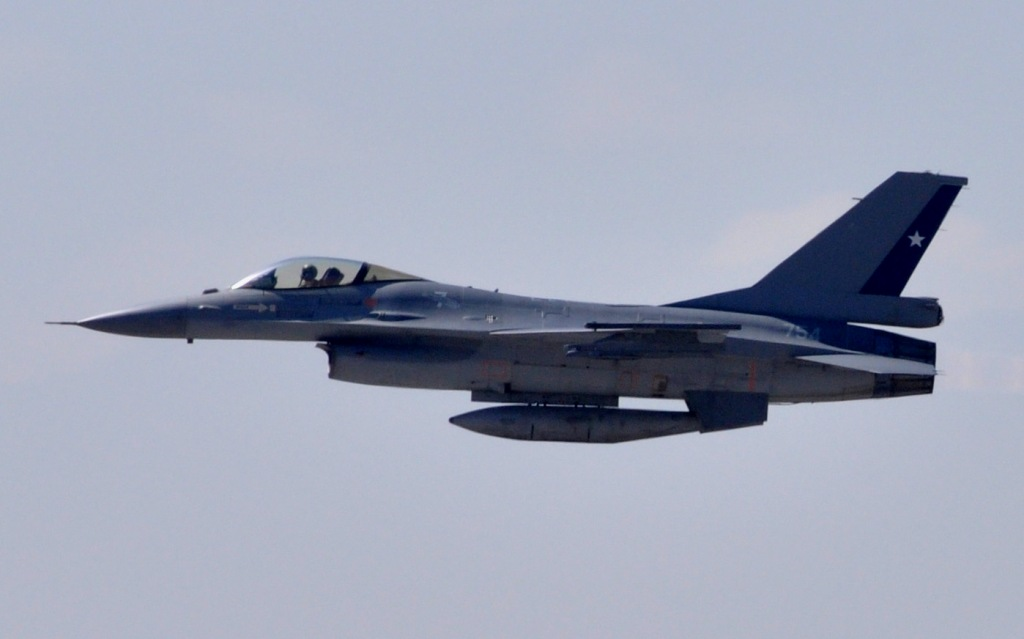
F-16 MLU (Block 15) en vuelo.

En 2002, enmarcado en el programa denominado "Peace Puma" y bajo el gobierno de Ricardo Lagos , la Fuerza Aérea de Chile finalizó el concurso internacional que buscaba reemplazar su flota de cazas con un nuevo avión de combate, en esta competencia participaron fabricantes del todo el mundo con modelos como el Mirage 2000-5 de la empresa francesa Dassault Aviation, Gripen de la sueca Saab y el F-18 Hornet de McDonnell Douglas. Finalmente se dio por ganador al modelo F-16 de la estadounidense Lockheed Martin, con lo cual Chile adquirió primeramente 10 unidades de fábrica del modelo C/D Block 50+.
En 2005, se adquirieron 18 unidades F-16MLU M2 (11 F-16A y 7 F-16B) a los Países Bajos. 
El programa MLU (Mid Life Upgrade) incorporó una nueva computadora de misión modular F-16 (MMC), nuevas pantallas de cristal líquido de Honeywell, HUD, instrumentos compatibles con gafas de visión nocturna NVG, un INS (Sistema de Navegación Inercial), GPS,  AIFF, FCR y la capacidad de portar el misil BVR AIM-120C5 AMRAAM.
En 2008 se compró 18 F-16MLU M4, quienes además venían con el programa Falcon STAR (Structural Augmentation Roadmap) permitiéndoles aumentar en 8.000 horas de vuelo.

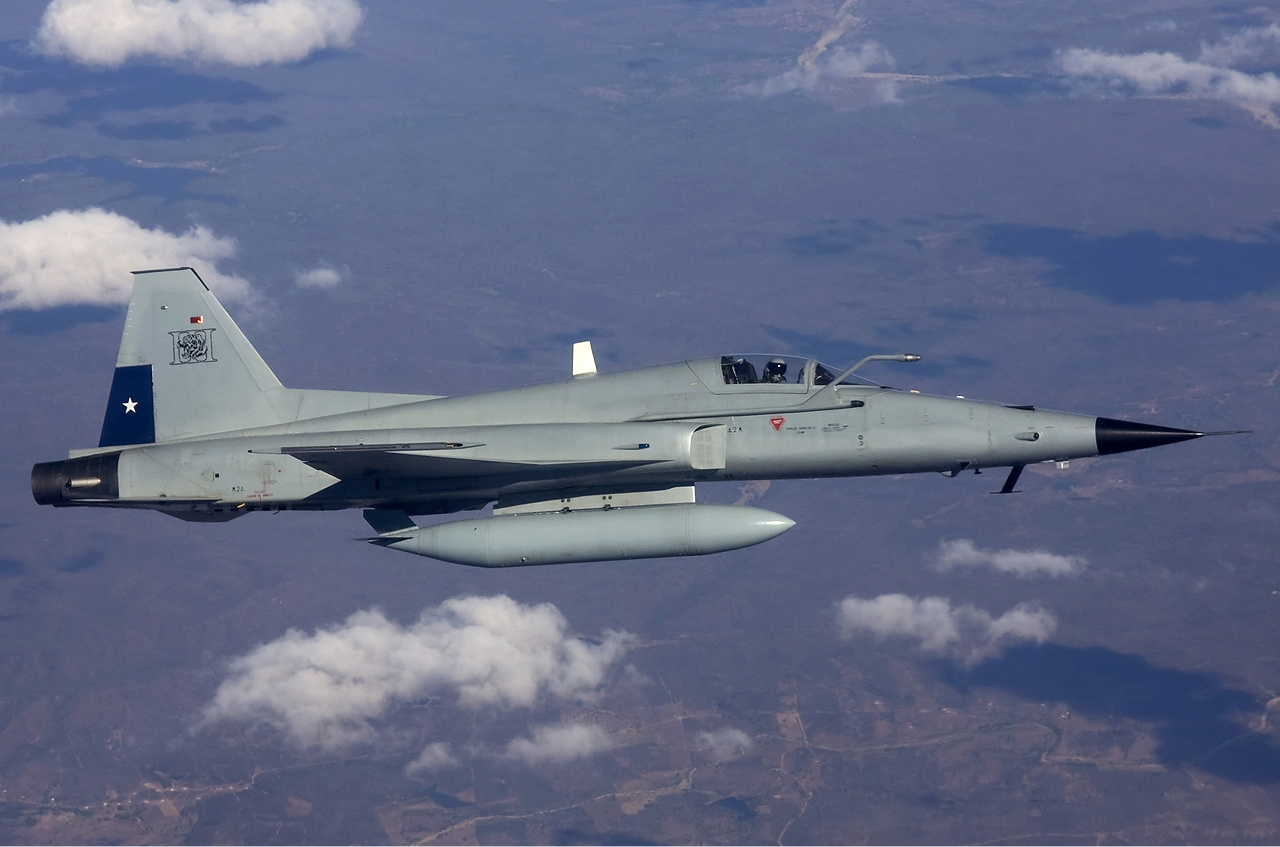
F-5 Tigre III Plus.

En 2010, la Empresa Nacional de Aeronáutica de Chile inició el programa Pacer Amstel (After MLU Structural Enhancement of Lifetime), que es una mezcla de los programas Falcon STAR y Falcon UP, para actualizar los F-16MLU adquiridos el 2005 (al Tape M4).
Las primeras 3 unidades fueron modernizadas con la asesoría de Daedalus Aviation Group. El 11 de junio de 2012 realizó sin problemas su vuelo de pruebas el primer caza modificado íntegramente por ENAER, el 4.º de 18, los trabajos incluyeron intervenciones estructurales profundas, un extenso desarme, re cableado a fibra óptica, renovación de sistemas electrónicos, Link-16, designador de blancos (Litening II), introducción de misiles avanzados de corto alcance como en el F-16C/D Block 50+ y MLU-M4.
Hay cintas más avanzadas M5, M6 y M7 que le permiten al F-16 MLU operar AIM-120D, sin embargo el estudio de modernización de los F-16, en su conjunto, estará abierto, a diferentes paquetes internacionales. De esta forma, Chile se convirtió en el único país de Latinoamérica con capacidad para modernizar F-16s. El quinto de 28 operadores de F-16 en el mundo. Hoy Chile cuenta con un Centro de Instrucción Técnica de F-16. 
El C.I.T. F-16 comprende un moderno edificio y hangar destinados a la capacitación del personal institucional en las tareas de mantenimiento, administración y control del material Lockheed Martin F-16 "Fighting Falcon" de la FACh.
La Fuerza Aérea de Chile mantiene operativo 12 Northrop F-5 Tigre III Plus. Estas unidades fueron actualizados en Israel, incorporando el radar multimodo ELTA EL/M-2032.
 
Los pilotos utilizan cascos de presentación de datos HMD y pueden utilizar misiles Python IV, Derby, Griffin LGB y bombas inteligentes.
 
La baja firma radar y la maniobrabilidad de los Tigre III+ sumado a su nueva tecnología, quedó demostrado en el Ejercicio Salite II en el papel de agresores.
Aeronaves de Entrenamiento/COIN
La Empresa Nacional de Aeronáutica de Chile ha entregado en el pasado aviones T-35 Pillan y A-36 Halcón II Toqui (C 101 CC).
 
Ambos se encuentran al borde de su vida útil. Cuenta con 24 Embraer A29B Super Tucano, versión adaptada para el entrenamiento de pilotos chilenos.

A la fecha se encuentra desarrollando sobre la base del T-35 un turbohélice que incorporará moderna tecnología.
Aviones de Apoyo Logístico

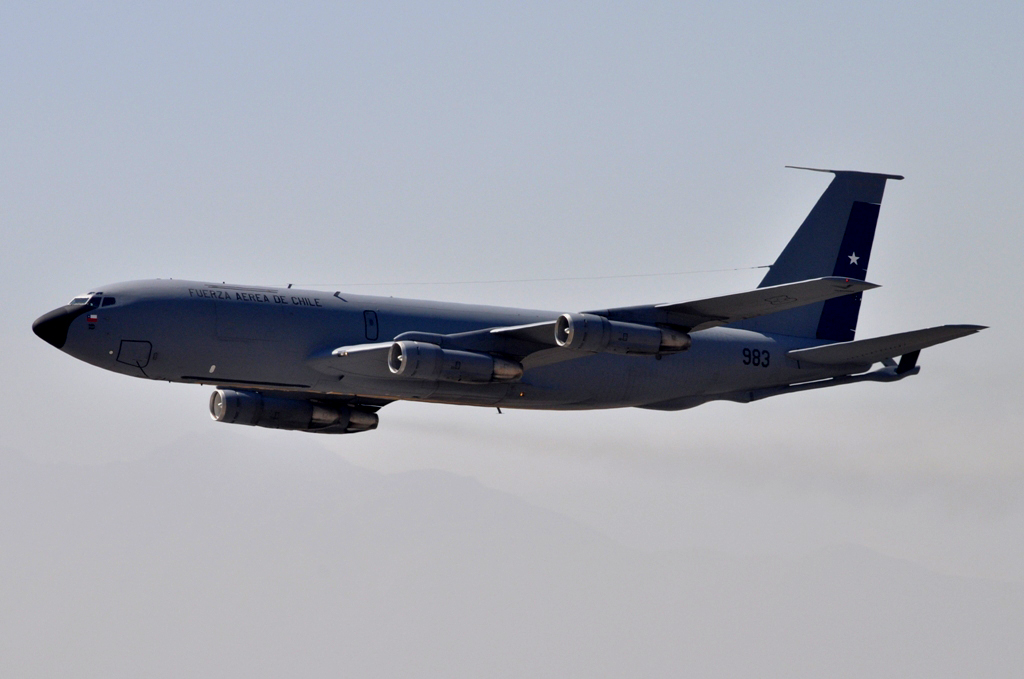
KC-135 Stratotanker en vuelo.

Recientemente la Fuerza Aérea de Chile adquirió 2 Boeing E-3D Sentry, exedentes de la Real Fuerza Aérea del Reino Unido. Así, la FACh, junto con la Fuerza Aérea Brasileña, han sido los únicos operadores de este tipo de sistemas en Sudamérica. Otras aeronaves de importancia son los aviones KC-135 Stratotanker con capacidades de transporte de largo alcance y cisterna para reabastecer de combustible en vuelo mediante el sistema de boom o lanza.
En el 2018 el Gobierno de Chile adquirió 6 helicópteros Black Hawk de última generación.

### Unidades Terrestres
Defensa antiaérea

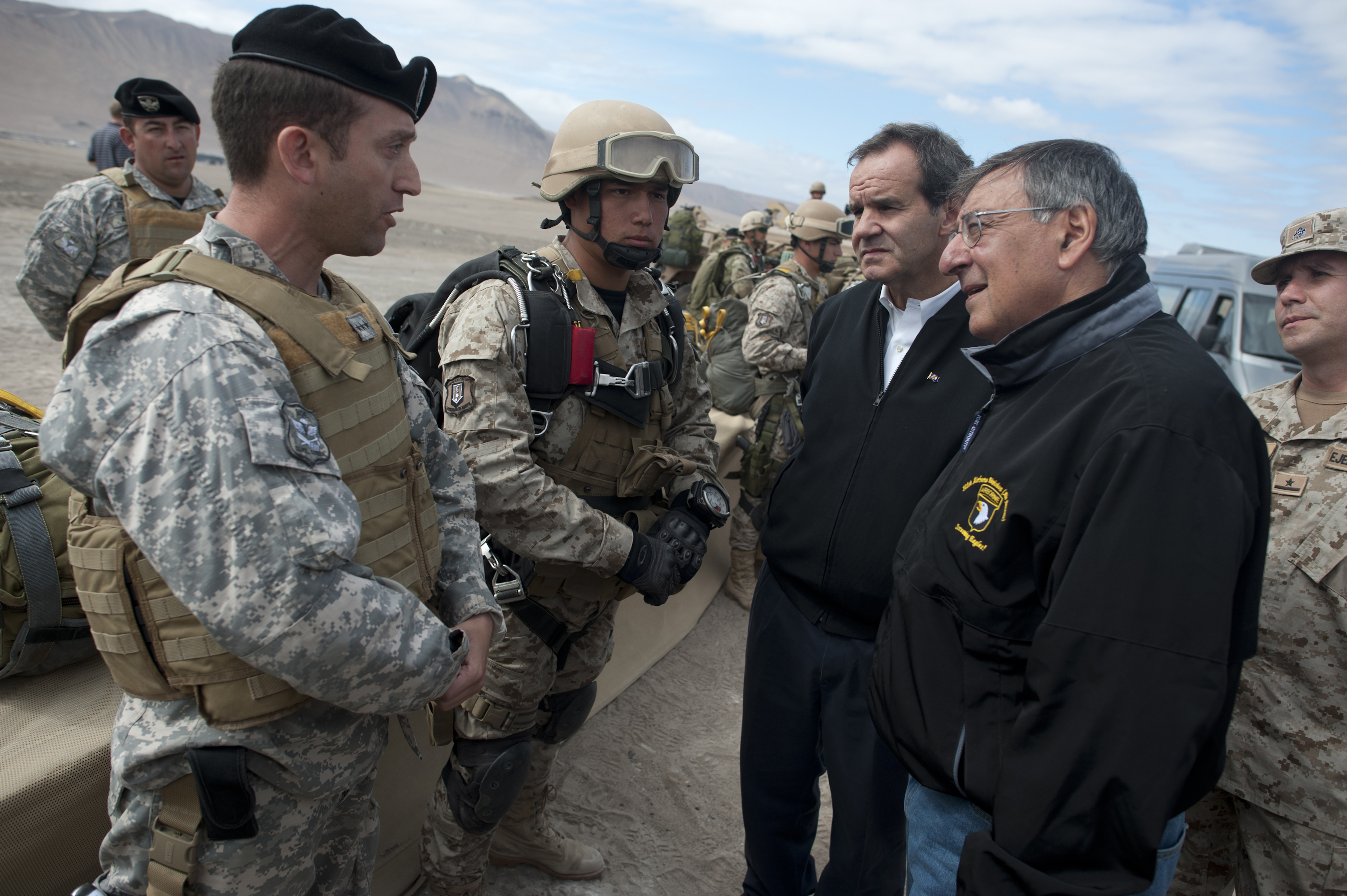
Comando de aviación.

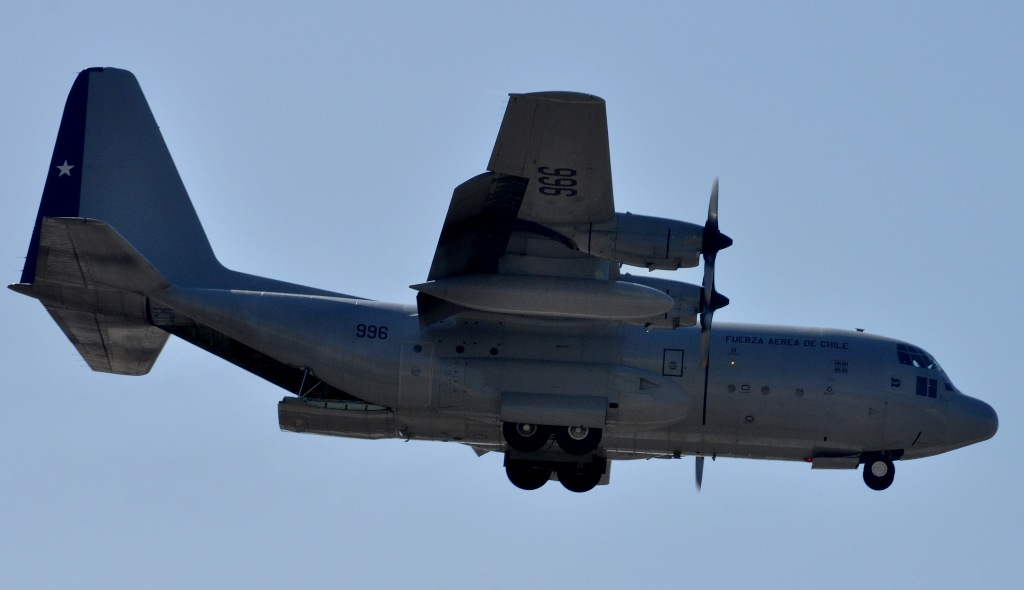
C-130 Hercules en vuelo.

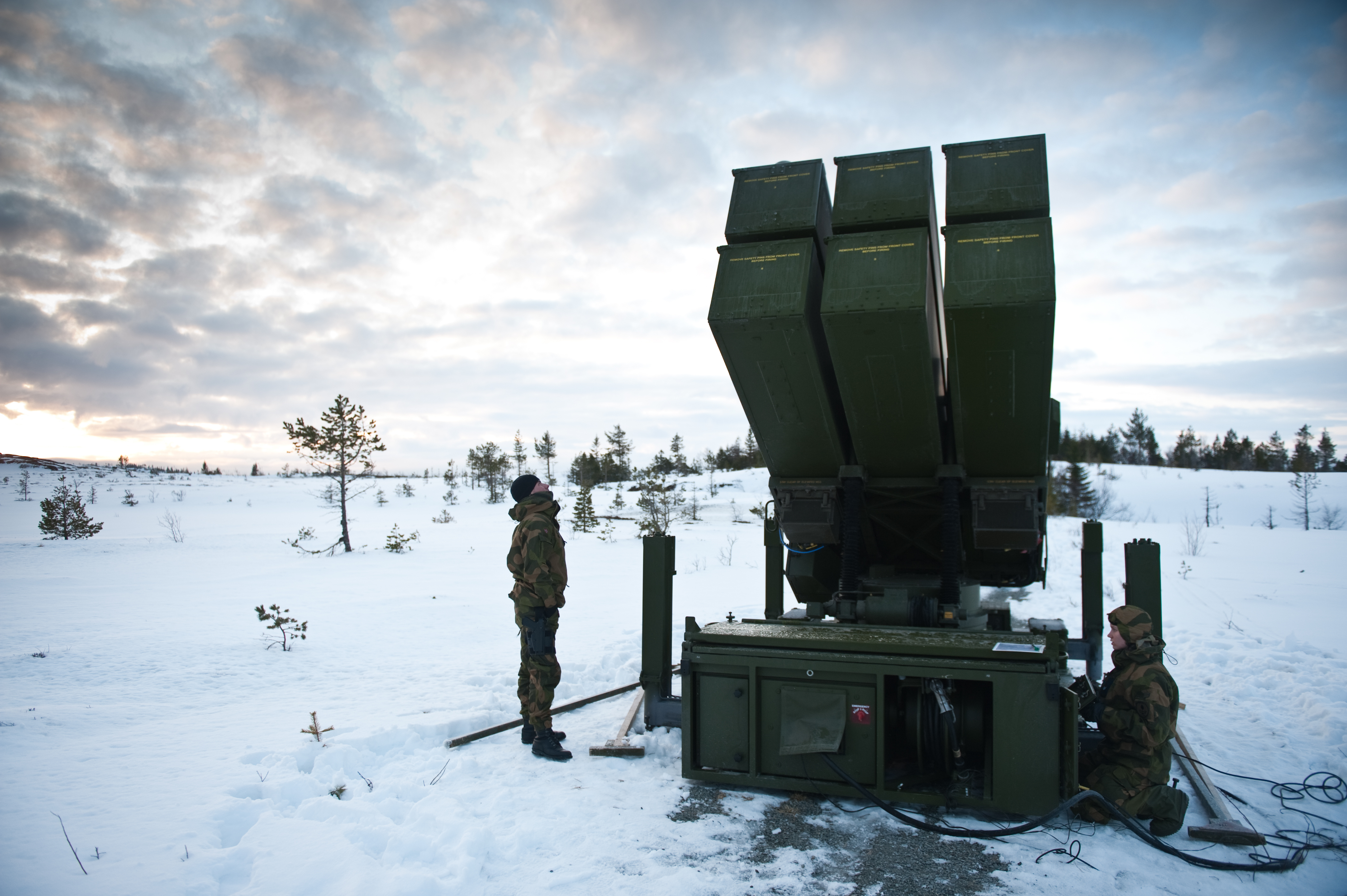
Una unidad de lanzamiento séxtuple de una batería NASAMS similar a la Chilena.

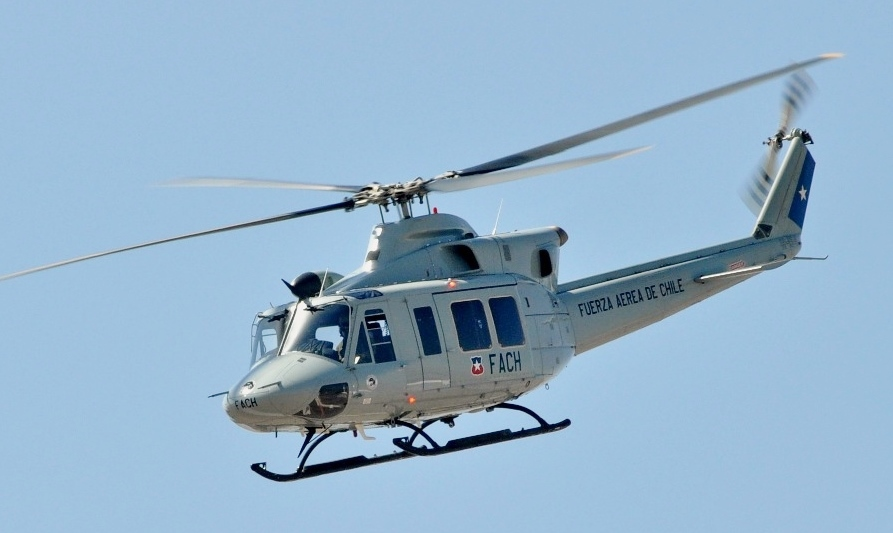
Bell 412EP de la Fuerza Aérea de Chile.

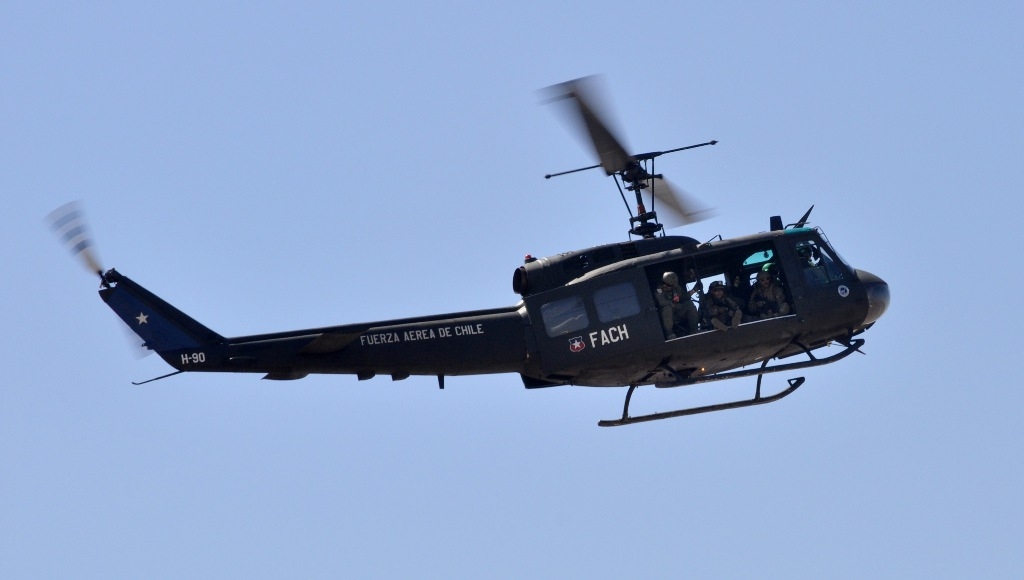
Bell UH-1 Iroquois transportando infantes de aviación.

Los sistemas de defensa antiaéreo que opera, cubren diferentes anillos de seguridad dependiendo de su alcance y tecnología.
Para la defensa de bases se cuenta con baterías antiaéreas Nasams y cañones oerlikon GDF-005M/007 de 35 mm enlazados con el sistema de control de tiro Skyguard III.
Las unidades móviles utilizan sistemas Mygale-Aspic a base de misiles mistral con un sistema de guía asistida por radares Samantha, y cañones antiaéreos M61 Vulcan montados sobre plataformas M-113 denominadas M163 VADS, también se opera este blindado y su variante AIFV como plataforma para radares, en tareas de enlace y apoyo para la infantería de bases.
A nivel de unidades de infantería, las compañías de misileros antiaéreos están equipadas con MANPADS mistral, con capacidad de dirección de tiro optrónica manual o conectados a los sistemas de defensa por radar automatizando sus capacidades y ampliando su rango de alerta.
Las unidades de defensa antiaérea son:
- Regimiento de Artillería Antiaérea
- Grupo de Defensa Antiaérea N.º 21
- Grupo de Defensa Antiaérea N.º 24

El Grupo de Fuerzas Especiales de la Fuerza Aérea de Chile es la entidad que agrupa las distintas unidades de FF.EE que opera la FACH. Su misión principal es los objetivos estratégicos, sin embargo, también es considerada una fuerza de proyección, debido a su capacidad para movilizar comandos en operaciones de ataque, exploración y reconocimiento del terreno. Sus efectivos son reconocidos por su gran profesionalismo y capacidad de despliegue en cualquier región de Chile, cada uno de los integrantes de éstas unidades hacen su entrenamiento básico en cielo, tierra y mar, además de largas semanas en la Cordillera de los Andes.
Las unidades que integran el Grupo de Fuerzas Especiales son:
- Agrupación Antisecuestros Aéreos A.S.A
- Paracaidistas de Búsqueda, Salvamento y Rescate PARASAR

Para el transporte, la Fuerza Aérea dispone de aviones C-130 Hercules  para movilizar toda clase de pertrechos en cualquier zona del país incluyendo operaciones antárticas, también cuenta con un importante número de helicópteros Bell 412EP y Bell UH-1 Iroquois para tareas de enlace, transporte, exploración y SAR.

## Organización
| Comandancia en Jefe                                                         | |                                                                           |                    |                 |
| Secretaría General                                                          | Secretaría General                                                                                                  | Secretaría General                                                        | Secretaría General | Santiago        |
| Auditoría General                                                           | Auditoría General                                                                                                   | Auditoría General                                                         | Auditoría General  | Santiago        |
| Organización                                                                | Divisiones | Subdivisiones                                                             | Material bélico    | Cuartel general |
| Comando de Combate                                                          | |                                                                           |                    |                 |
| I Brigada Aérea                                                             | |                                                                           |                    |                 |
| Grupo de Aviación N.º 1                                                     | A-29B Super Tucano                                                                                                  | Iquique                                                                   |                    |                 |
| Grupo de Aviación N.º 2                                                     | C-212-200 Aviocar, PA-28 236 Dakota, Elbit Hermes 900, Bell 412EP                                                   | Iquique                                                                   |                    |                 |
| Grupo de Aviación N.º 3                                                     | F-16C/D Block 50 Fighting Falcon                                                                                    | Iquique                                                                   |                    |                 |
| Grupo de Defensa Antiaérea N.º 24                                           | MBDA Mistral, NASAMS                                                                                                | Iquique                                                                   |                    |                 |
| Grupo de Telecomunicaciones y Detección N.º 34                              | | Iquique                                                                   |                    |                 |
| Grupo de Infantería de Aviación N.º 44                                      | AIFV, KM131 Jeep | Iquique                                                                   |                    |                 |
| Grupo de Mantenimiento N.º 54                                               | | Iquique                                                                   |                    |                 |
| II Brigada Aérea                                                            | |                                                                           |                    |                 |
| Grupo de Aviación N.º 9                                                     | UH-1H Iroquois, Bell 206B JetRanger, Bell 412EP, UH-60 Black Hawk                                                   | Santiago                                                                  |                    |                 |
| Grupo de Aviación Nº10                                                      | C-130H Hercules, KC-130R Hercules, Boeing 767, Boeing 737, KC-135E Stratotanker, Boeing E-3D Sentry, Gulfstream IV. | Santiago                                                                  |                    |                 |
| Grupo de Telecomunicaciones y Detección N.º 32                              | | Santiago                                                                  |                    |                 |
| Escuadrilla SAR Isla de Pascua                                              | O-2A Skymaster | Rapa Nui                                                                  |                    |                 |
| Regimiento de Artillería Antiaérea y Fuerzas Especiales                     | Oerlikon K63 Twin 35mm, Aérospatiale-Matra Mistral, M163 VADS, M167 VADS                                            | Quintero                                                                  |                    |                 |
| III Brigada Aérea                                                           | Grupo de Aviación N.º 5                                                                                             | CJ-1 CITATION, DHC-6-100/300 Twin Otter, UH-60 Black Hawk, UH-1H Iroquois | Puerto Montt       |                 |
| III Brigada Aérea                                                           | Escuela Táctica de Infantería de Aviación                                                                           | KM131 Jeep                                                                | Temuco             |                 |
| III Brigada Aérea                                                           | Grupo de Defensa Antiaérea N.º 25                                                                                   | MBDA Mistral, NASAMS, Aérospatiale-Matra Mistral                          | Puerto Montt       |                 |
| III Brigada Aérea                                                           | Grupo de Telecomunicaciones y Detección N.º 35                                                                      |                                                                           | Puerto Montt       |                 |
| IV Brigada Aérea                                                            | Grupo de Aviación N.º 6                                                                                             | Bell 412EP, DHC-6-300 Twin Otter                                          | Punta Arenas       |                 |
| IV Brigada Aérea                                                            | Grupo de Aviación N.º 12                                                                                            | F-5 Tigre III                                                             | Punta Arenas       |                 |
| IV Brigada Aérea                                                            | Grupo de Exploración Antártica N.º 19                                                                               | DHC-6-300 Twin Otter, Bell 412EP                                          | Antártica          |                 |
| IV Brigada Aérea                                                            | Grupo de Defensa Antiaérea N.º 23                                                                                   | Mistral, NASAMS 2, Aérospatiale-Matra Mistral                             | Punta Arenas       |                 |
| IV Brigada Aérea                                                            | Grupo de Telecomunicaciones y Detección N.º 33                                                                      |                                                                           | Punta Arenas       |                 |
| V Brigada Aérea                                                             | |                                                                           |                    |                 |
| Grupo de Aviación N.º 7                                                     | F-16A Block 20 MLU Fighting Falcon \|\| Antofagasta                                                                 |                                                                           |                    |                 |
| Grupo de Aviación N.º 8                                                     | F-16A/B Block 20 MLU Fighting Falcon, Bell 412EP, C-212-300 Aviocar                                                 | Antofagasta                                                               |                    |                 |
| Grupo de Defensa Antiaérea N.º 21                                           | MBDA Mistral NASAMS 2 Oerlikon K63 Twin 35mm\|\| Antofagasta                                                        |                                                                           |                    |                 |
| Grupo de Infantería de Aviación N.º 41                                      | AIFV, KM131 Jeep | Antofagasta                                                               |                    |                 |
| Grupo de Telecomunicaciones y Detección N.º 31                              | | Antofagasta                                                               |                    |                 |
| Escuadrilla de Operaciones de Vuelo                                         | Servicio Aerofotogramétrico (SAF)                                                                                   | DHC-6-S100 Twin Otter, Gulfstream IV                                      | Santiago           |                 |
| Comando Logístico                                                           | |                                                                           |                    |                 |
| División de Abastecimiento                                                  | |                                                                           | Santiago           |                 |
| División de Infraestructura                                                 | |                                                                           | Santiago           |                 |
| División de Desarrollo y Proyectos                                          | |                                                                           | Santiago           |                 |
| División de Transportes y Servicios                                         | |                                                                           | Santiago           |                 |
| División de Ingeniería y Apoyo Sistemas de Armas                            | |                                                                           | Santiago           |                 |
| ENAER                                                                       | |                                                                           | Santiago           |                 |
| Comando de Personal                                                         | |                                                                           |                    |                 |
| División de Educación                                                       | |                                                                           |                    |                 |
| Escuela de Aviación del Capitán Manuel Ávalos Prado                         | T-35A/B/BE Pillán, SR-22T                                                                                           | Santiago                                                                  |                    |                 |
| Escuela de Especialidades                                                   | | Santiago                                                                  |                    |                 |
| Academia de Guerra Aérea                                                    | | Santiago                                                                  |                    |                 |
| Academia Politécnica Aeronáutica                                            | | Santiago                                                                  |                    |                 |
| Escuela de Perfeccionamiento de Suboficiales                                | | Santiago                                                                  |                    |                 |
| Grupo de Presentaciones                                                     | GB1 GameBird, Janus-C/Ce, Nimbus-3DT, Cessna L-19A                                                                  | Santiago                                                                  |                    |                 |
| División de Sanidad                                                         | |                                                                           |                    |                 |
| Hospital Institucional General de Brigada Aérea Doctor Raúl Yazigi Jauregui | |                                                                           | Santiago           |                 |
| División de Bienestar                                                       | |                                                                           | Santiago           |                 |
| División de Recursos Humanos                                                | |                                                                           | Santiago           |                 |
| Estado Mayor General                                                        | |                                                                           |                    |                 |
| Dirección de Operaciones                                                    | | Santiago                                                                  |                    |                 |
| Dirección de Logística                                                      | | Santiago                                                                  |                    |                 |
| Dirección de Telecomunicaciones                                             | | Santiago                                                                  |                    |                 |
| Dirección de Finanzas                                                       | | Santiago                                                                  |                    |                 |

## Himno
La marcha Camaradas fue compuesta por quien fuera Comandante en Jefe de la institución entre los años 1955 y 1961, Diego Barros Ortiz, y el músico chileno Ángel Cerutti.
- Wikisource contiene obras originales de o sobre Fuerza Aérea de Chile.